# Polynema areolatum
Polynema areolatum är en stekelart som först beskrevs av Dmitriy Alekseevich Ogloblin 1960.  Polynema areolatum ingår i släktet Polynema och familjen dvärgsteklar. Inga underarter finns listade i Catalogue of Life.